# فيكتور إميري
فيكتور إميري (بالإنجليزية: Victor Emery)‏ هو فيزيائي بريطاني، ولد في 16 مايو 1934 في بوسطن في المملكة المتحدة، وتوفي في 18 يوليو 2002 بسبب تصلب جانبي ضموري.